# Tarfaja
Tarfaja (Cabo Juby) (arab. طرفاية, fr. Tarfaya, hiszp. hist. Villa Bens) – miasto portowe na południowo-zachodnim wybrzeżu Maroka.

## Historia
Tarfaja zawdzięcza swoje istnienie szkockiemu kupcowi Donaldowi McKenziemu, który pod koniec XIX wieku założył tu osadę handlową pod nazwą Port Victoria. Do dziś zachował się wzniesiony przez niego fort, współcześnie nazywany Casa Mar. Podczas hiszpańskiej kolonizacji miasto znane było jako Villa Bens i pełniło rolę ośrodka administracyjnego.

## Transport
Transport lokalny zapewniają autobusy CTM kursujące tu z Tan-Tanu i Al-Ujunu, a stamtąd do dalszych zakątków kraju. Od 2008 roku kursują tu również promy z hiszpańskiej wyspy Fuerteventura.